# Jane Ross (calciatrice)
Jane Ross (Rothesay, 18 settembre 1989) è una calciatrice scozzese, attaccante del Rangers e della nazionale scozzese.

## Carriera

### Club
Durante il calciomercato estivo 2018 viene dato annuncio del suo trasferimento dal Manchester City al West Ham iscritto alla stagione inaugurale della rinnovata FA Women's Super League, dove arriva con l'olandese Tessel Middag. Rimane una sola stagione, collezionando 20 presenze in campionato e siglando 7 reti.
La successiva estate si trasferisce al Manchester United neopromosso in Super League.

## Statistiche

### Cronologia presenze e reti in nazionale
| Cronologia completa delle presenze e delle reti in nazionale ― Scozia | Cronologia completa delle presenze e delle reti in nazionale ― Scozia | Cronologia completa delle presenze e delle reti in nazionale ― Scozia | Cronologia completa delle presenze e delle reti in nazionale ― Scozia | Cronologia completa delle presenze e delle reti in nazionale ― Scozia | Cronologia completa delle presenze e delle reti in nazionale ― Scozia | Cronologia completa delle presenze e delle reti in nazionale ― Scozia | Cronologia completa delle presenze e delle reti in nazionale ― Scozia |
| Data                                                                  | Città                                                                 | In casa                                                               | Risultato                                                             | Ospiti                                                                | Competizione                                                          | Reti                                                                  | Note                                                                  |
| --------------------------------------------------------------------- | --------------------------------------------------------------------- | --------------------------------------------------------------------- | --------------------------------------------------------------------- | --------------------------------------------------------------------- | --------------------------------------------------------------------- | --------------------------------------------------------------------- | --------------------------------------------------------------------- |
| 10-3-2009                                                             | Aberdeen                                                              | Scozia                                                                | 0 – 3                                                                 | Inghilterra                                                           | Amichevole                                                            | -                                                                     | 46’                                                                   |
| 12-8-2009                                                             | Saint-Denis                                                           | Francia                                                               | 4 – 0                                                                 | Scozia                                                                | Amichevole                                                            | -                                                                     | 73’                                                                   |
| 14-8-2009                                                             | Viborg                                                                | Danimarca                                                             | 5 – 2                                                                 | Scozia                                                                | Amichevole                                                            | 1                                                                     |                                                                       |
| 10-9-2009                                                             | Ginevra                                                               | Svizzera                                                              | 0 – 0                                                                 | Scozia                                                                | Amichevole                                                            | -                                                                     |                                                                       |
| 15-10-2009                                                            | Belfast                                                               | Irlanda del Nord                                                      | 0 – 3                                                                 | Scozia                                                                | Amichevole                                                            | 1                                                                     |                                                                       |
| 24-10-2009                                                            | Atene                                                                 | Grecia                                                                | 0 – 1                                                                 | Scozia                                                                | Qual. Mondiali 2011                                                   | -                                                                     | 81’                                                                   |
| 28-10-2009                                                            | Edimburgo                                                             | Scozia                                                                | 3 – 1                                                                 | Georgia                                                               | Qual. Mondiali 2011                                                   | -                                                                     |                                                                       |
| 24-2-2010                                                             | Nicosia                                                               | Scozia                                                                | 1 – 4                                                                 | Paesi Bassi                                                           | Cyprus Cup 2010 - 1º turno                                            | -                                                                     | 89’                                                                   |
| 26-2-2010                                                             | Larnaca                                                               | Italia                                                                | 2 – 0                                                                 | Scozia                                                                | Cyprus Cup 2010 - 1º turno                                            | -                                                                     | 57’                                                                   |
| 3-3-2010                                                              | Larnaca                                                               | Sudafrica                                                             | 1 – 2                                                                 | Scozia                                                                | Cyprus Cup 2010 - Finale 7º posto                                     | -                                                                     | 66’                                                                   |
| 27-3-2010                                                             | Tbilisi                                                               | Georgia                                                               | 1 – 3                                                                 | Scozia                                                                | Qual. Mondiali 2011                                                   | -                                                                     | 85’                                                                   |
| 23-5-2010                                                             | Glasgow                                                               | Scozia                                                                | 2 – 0                                                                 | Irlanda del Nord                                                      | Amichevole                                                            | -                                                                     | 64’                                                                   |
| 5-6-2010                                                              | Belo Horizonte                                                        | Brasile                                                               | 3 – 3                                                                 | Scozia                                                                | Amichevole                                                            | -                                                                     | 73’                                                                   |
| 8-6-2010                                                              | Losanna                                                               | Svizzera                                                              | 0 – 1                                                                 | Scozia                                                                | Amichevole                                                            | -                                                                     | 62’                                                                   |
| 19-6-2010                                                             | Sofia                                                                 | Bulgaria                                                              | 0 – 5                                                                 | Scozia                                                                | Qual. Mondiali 2011                                                   | -                                                                     | 66’                                                                   |
| 24-6-2010                                                             | Kilmarnock                                                            | Scozia                                                                | 0 – 1                                                                 | Danimarca                                                             | Qual. Mondiali 2011                                                   | -                                                                     | 65’                                                                   |
| 25-8-2010                                                             | Viborg                                                                | Danimarca                                                             | 0 – 0                                                                 | Scozia                                                                | Qual. Mondiali 2011                                                   | -                                                                     | 81’                                                                   |
| 13-2-2011                                                             | Cardiff                                                               | Galles                                                                | 2 – 4                                                                 | Scozia                                                                | Amichevole                                                            | 1                                                                     | 84’                                                                   |
| 2-3-2011                                                              | Larnaca                                                               | Canada                                                                | 1 – 0                                                                 | Scozia                                                                | Cyprus Cup 2011 - 1º turno                                            | -                                                                     | 82’                                                                   |
| 9-3-2011                                                              | Nicosia                                                               | Scozia                                                                | 0 – 3                                                                 | Francia                                                               | Cyprus Cup 2011 - Finale 3º posto                                     | -                                                                     | 79’                                                                   |
| 3-4-2011                                                              | Rotterdam                                                             | Paesi Bassi                                                           | 6 – 2                                                                 | Scozia                                                                | Amichevole                                                            | -                                                                     | 63’                                                                   |
| 18-5-2011                                                             | Le Havre                                                              | Francia                                                               | 1 – 1                                                                 | Scozia                                                                | Amichevole                                                            | 1                                                                     |                                                                       |
| 21-8-2011                                                             | Aberdeen                                                              | Scozia                                                                | 5 – 0                                                                 | Svizzera                                                              | Amichevole                                                            | 2                                                                     | 67’                                                                   |
| 23-8-2011                                                             | Paisley                                                               | Scozia                                                                | 1 – 0                                                                 | Belgio                                                                | Amichevole                                                            | -                                                                     | 80’                                                                   |
| 18-9-2011                                                             | Jyväskylä                                                             | Finlandia                                                             | 1 – 0                                                                 | Scozia                                                                | Amichevole                                                            | -                                                                     | 90’                                                                   |
| 21-9-2011                                                             | Glasgow                                                               | Scozia                                                                | 7 – 2                                                                 | Giamaica                                                              | Amichevole                                                            | 2                                                                     | 72’                                                                   |
| 13-10-2011                                                            | Tel Aviv                                                              | Israele                                                               | 1 – 6                                                                 | Scozia                                                                | Qual. Euro 2013                                                       | 1                                                                     | 71’                                                                   |
| 27-10-2011                                                            | Edimburgo                                                             | Scozia                                                                | 2 – 2                                                                 | Galles                                                                | Qual. Euro 2013                                                       | 1                                                                     |                                                                       |
| 5-2-2012                                                              | Belfast                                                               | Irlanda del Nord                                                      | 1 – 5                                                                 | Scozia                                                                | Amichevole                                                            | -                                                                     |                                                                       |
| 28-2-2012                                                             | Larnaca                                                               | Canada                                                                | 5 – 1                                                                 | Scozia                                                                | Cyprus Cup 2012 - 1º turno                                            | 1                                                                     |                                                                       |
| 1-3-2012                                                              | Nicosia                                                               | Scozia                                                                | 2 – 1                                                                 | Paesi Bassi                                                           | Cyprus Cup 2012 - 1º turno                                            | -                                                                     | 56’                                                                   |
| 4-3-2012                                                              | Nicosia                                                               | Italia                                                                | 2 – 1                                                                 | Scozia                                                                | Cyprus Cup 2012 - 1º turno                                            | -                                                                     | 87’                                                                   |
| 6-3-2012                                                              | Paralimni                                                             | Scozia                                                                | 2 – 0                                                                 | Sudafrica                                                             | Cyprus Cup 2012 - Finale 9º posto                                     | -                                                                     | 82’                                                                   |
| 31-3-2012                                                             | Saint-Denis                                                           | Francia                                                               | 2 – 0                                                                 | Scozia                                                                | Qual. Euro 2013                                                       | -                                                                     |                                                                       |
| 5-4-2012                                                              | Edimburgo                                                             | Scozia                                                                | 2 – 1                                                                 | Irlanda                                                               | Qual. Euro 2013                                                       | -                                                                     |                                                                       |
| 9-5-2012                                                              | Varsavia                                                              | Polonia                                                               | 1 – 3                                                                 | Scozia                                                                | Amichevole                                                            | 1                                                                     | 83’                                                                   |
| 26-5-2012                                                             | Kirkcaldy                                                             | Scozia                                                                | 1 – 4                                                                 | Svezia                                                                | Qual. Euro 2013                                                       | -                                                                     | 70’                                                                   |
| 16-6-2012                                                             | Edimburgo                                                             | Scozia                                                                | 8 – 0                                                                 | Israele                                                               | Qual. Euro 2013                                                       | 1                                                                     |                                                                       |
| 21-6-2012                                                             | Dublino                                                               | Irlanda                                                               | 0 – 1                                                                 | Scozia                                                                | Qual. Euro 2013                                                       | -                                                                     |                                                                       |
| 30-8-2012                                                             | Paisley                                                               | Scozia                                                                | 2 – 2                                                                 | Norvegia                                                              | Amichevole                                                            | -                                                                     |                                                                       |
| 15-9-2012                                                             | Wrexham                                                               | Galles                                                                | 1 – 2                                                                 | Scozia                                                                | Qual. Euro 2013                                                       | -                                                                     |                                                                       |
| 19-9-2012                                                             | Edimburgo                                                             | Scozia                                                                | 0 – 5                                                                 | Francia                                                               | Qual. Euro 2013                                                       | -                                                                     |                                                                       |
| 20-10-2012                                                            | Glasgow                                                               | Scozia                                                                | 1 – 1                                                                 | Spagna                                                                | Qual. Euro 2013                                                       | -                                                                     |                                                                       |
| 24-10-2012                                                            | Albacete                                                              | Spagna                                                                | 3 – 2                                                                 | Scozia                                                                | Qual. Euro 2013                                                       | -                                                                     |                                                                       |
| 9-2-2013                                                              | Columbus                                                              | Stati Uniti                                                           | 4 – 1                                                                 | Scozia                                                                | Amichevole                                                            | -                                                                     | 88’                                                                   |
| 14-2-2013                                                             | Fort Lauderdale                                                       | Messico                                                               | 3 – 1                                                                 | Scozia                                                                | Amichevole                                                            | -                                                                     | 89’                                                                   |
| 6-3-2013                                                              | Nicosia                                                               | Nuova Zelanda                                                         | 1 – 0                                                                 | Scozia                                                                | Cyprus Cup 2013 - 1º turno                                            | -                                                                     |                                                                       |
| 8-3-2013                                                              | Larnaca                                                               | Scozia                                                                | 4 – 4                                                                 | Inghilterra                                                           | Cyprus Cup 2013 - 1º turno                                            | 1                                                                     |                                                                       |
| 11-3-2013                                                             | Larnaca                                                               | Italia                                                                | 1 – 2                                                                 | Scozia                                                                | Cyprus Cup 2013 - 1º turno                                            | -                                                                     | 84’                                                                   |
| 13-3-2013                                                             | Nicosia                                                               | Scozia                                                                | 1 – 0                                                                 | Paesi Bassi                                                           | Cyprus Cup 2013 - Finale 5º posto                                     | -                                                                     | 75’                                                                   |
| 7-4-2013                                                              | Dundee                                                                | Scozia                                                                | 2 – 1                                                                 | Galles                                                                | Amichevole                                                            | 1                                                                     | 88’                                                                   |
| 1-6-2013                                                              | Reykjavík                                                             | Islanda                                                               | 3 – 2                                                                 | Scozia                                                                | Amichevole                                                            | -                                                                     |                                                                       |
| 15-6-2013                                                             | Karlsruhe                                                             | Germania                                                              | 3 – 0                                                                 | Scozia                                                                | Amichevole                                                            | -                                                                     | 90’                                                                   |
| 21-8-2013                                                             | Belgrado                                                              | Serbia                                                                | 1 – 1                                                                 | Scozia                                                                | Amichevole                                                            | -                                                                     |                                                                       |
| 22-9-2013                                                             | Tórshavn                                                              | Fær Øer                                                               | 0 – 6                                                                 | Scozia                                                                | Qual. Mondiali 2015                                                   | 1                                                                     |                                                                       |
| 26-9-2013                                                             | Motherwell                                                            | Scozia                                                                | 7 – 0                                                                 | Bosnia ed Erzegovina                                                  | Qual. Mondiali 2015                                                   | 1                                                                     | 71’                                                                   |
| 26-10-2013                                                            | Glasgow                                                               | Scozia                                                                | 2 – 0                                                                 | Irlanda del Nord                                                      | Qual. Mondiali 2015                                                   | 1                                                                     |                                                                       |
| 31-10-2013                                                            | Danzica                                                               | Polonia                                                               | 0 – 4                                                                 | Scozia                                                                | Qual. Mondiali 2015                                                   | 3                                                                     |                                                                       |
| 12-12-2013                                                            | Vancouver                                                             | Canada                                                                | 2 – 0                                                                 | Scozia                                                                | Amichevole                                                            | -                                                                     | 89’                                                                   |
| 15-12-2013                                                            | Rio de Janeiro                                                        | Brasile                                                               | 3 – 1                                                                 | Scozia                                                                | Amichevole                                                            | -                                                                     |                                                                       |
| 18-12-2013                                                            | Dundee                                                                | Scozia                                                                | 4 – 3                                                                 | Cile                                                                  | Amichevole                                                            | 1                                                                     |                                                                       |
| 22-12-2013                                                            | Glasgow                                                               | Scozia                                                                | 0 – 1                                                                 | Canada                                                                | Amichevole                                                            | -                                                                     |                                                                       |
| 13-2-2014                                                             | Turku                                                                 | Finlandia                                                             | 3 – 1                                                                 | Scozia                                                                | Amichevole                                                            | -                                                                     |                                                                       |
| 5-3-2014                                                              | Paralimni                                                             | Francia                                                               | 1 – 1                                                                 | Scozia                                                                | Cyprus Cup 2014 - 1º turno                                            | -                                                                     | 83’                                                                   |
| 7-3-2014                                                              | Nicosia                                                               | Scozia                                                                | 4 – 3                                                                 | Paesi Bassi                                                           | Cyprus Cup 2014 - 1º turno                                            | -                                                                     | 46’                                                                   |
| 10-3-2014                                                             | Nicosia                                                               | Australia                                                             | 2 – 4                                                                 | Scozia                                                                | Cyprus Cup 2014 - 1º turno                                            | 2                                                                     |                                                                       |
| 12-3-2014                                                             | Larnaca                                                               | Scozia                                                                | 1 – 1 (1 - 3 dtr)                                                     | Corea del Sud                                                         | Cyprus Cup 2014 - Finale 3º posto                                     | -                                                                     |                                                                       |
| 5-4-2014                                                              | Aberdeen                                                              | Scozia                                                                | 2 – 0                                                                 | Polonia                                                               | Qual. Mondiali 2015                                                   | -                                                                     | 75’                                                                   |
| 10-4-2014                                                             | Sarajevo                                                              | Bosnia ed Erzegovina                                                  | 1 – 3                                                                 | Scozia                                                                | Qual. Mondiali 2015                                                   | 3                                                                     | 90+1’                                                                 |
| 14-6-2014                                                             | Kilmarnock                                                            | Scozia                                                                | 1 – 3                                                                 | Svezia                                                                | Qual. Mondiali 2015                                                   | -                                                                     | 66’                                                                   |
| 19-6-2014                                                             | Belfast                                                               | Irlanda del Nord                                                      | 0 – 2                                                                 | Scozia                                                                | Qual. Mondiali 2015                                                   | 1                                                                     | 82’                                                                   |
| 3-8-2014                                                              | Glasgow                                                               | Scozia                                                                | 1 – 1                                                                 | Galles                                                                | Amichevole                                                            | -                                                                     | 73’                                                                   |
| 20-8-2014                                                             | Lisbona                                                               | Portogallo                                                            | 1 – 1                                                                 | Scozia                                                                | Amichevole                                                            | 1                                                                     |                                                                       |
| 13-9-2014                                                             | Motherwell                                                            | Scozia                                                                | 9 – 0                                                                 | Fær Øer                                                               | Qual. Mondiali 2015                                                   | 2                                                                     |                                                                       |
| 17-9-2014                                                             | Preston                                                               | Inghilterra                                                           | 2 – 0                                                                 | Scozia                                                                | Amichevole                                                            | -                                                                     |                                                                       |
| 25-10-2014                                                            | Glasgow                                                               | Scozia                                                                | 1 – 2                                                                 | Germania                                                              | Amichevole                                                            | -                                                                     |                                                                       |
| 30-10-2014                                                            | Eindhoven                                                             | Paesi Bassi                                                           | 2 – 0                                                                 | Scozia                                                                | Amichevole                                                            | -                                                                     |                                                                       |
| 8-2-2015                                                              | Belfast                                                               | Irlanda del Nord                                                      | 0 – 4                                                                 | Scozia                                                                | Amichevole                                                            | 2                                                                     |                                                                       |
| 4-3-2015                                                              | Nicosia                                                               | Scozia                                                                | 0 – 2                                                                 | Canada                                                                | Cyprus Cup 2015 - 1º turno                                            | -                                                                     |                                                                       |
| 6-3-2015                                                              | Larnaca                                                               | Italia                                                                | 3 – 2                                                                 | Scozia                                                                | Cyprus Cup 2015 - 1º turno                                            | -                                                                     |                                                                       |
| 9-3-2015                                                              | Larnaca                                                               | Scozia                                                                | 2 – 1                                                                 | Corea del Sud                                                         | Cyprus Cup 2015 - 1º turno                                            | -                                                                     |                                                                       |
| 11-3-2015                                                             | Larnaca                                                               | Scozia                                                                | 3 – 1                                                                 | Paesi Bassi                                                           | Cyprus Cup 2015 - Finale 7º posto                                     | -                                                                     |                                                                       |
| 9-4-2015                                                              | Edimburgo                                                             | Scozia                                                                | 1 – 1                                                                 | Australia                                                             | Amichevole                                                            | 1                                                                     |                                                                       |
| 28-5-2015                                                             | Rennes                                                                | Francia                                                               | 1 – 0                                                                 | Scozia                                                                | Amichevole                                                            | -                                                                     |                                                                       |
| 17-9-2015                                                             | Glasgow                                                               | Scozia                                                                | 0 – 4                                                                 | Norvegia                                                              | Amichevole                                                            | -                                                                     |                                                                       |
| 22-9-2015                                                             | Lubiana                                                               | Slovenia                                                              | 0 – 3                                                                 | Scozia                                                                | Qual. Euro 2017                                                       | -                                                                     | 85’                                                                   |
| 23-10-2015                                                            | Motherwell                                                            | Scozia                                                                | 7 – 0                                                                 | Bielorussia                                                           | Qual. Euro 2017                                                       | 2                                                                     |                                                                       |
| 27-10-2015                                                            | Skopje                                                                | Macedonia del Nord                                                    | 1 – 4                                                                 | Scozia                                                                | Qual. Euro 2017                                                       | 1                                                                     |                                                                       |
| 29-11-2015                                                            | Glasgow                                                               | Scozia                                                                | 10 – 0                                                                | Macedonia del Nord                                                    | Qual. Euro 2017                                                       | 3                                                                     |                                                                       |
| 26-1-2016                                                             | Kalmar                                                                | Svezia                                                                | 6 – 0                                                                 | Scozia                                                                | Amichevole                                                            | -                                                                     |                                                                       |
| 8-3-2016                                                              | Dundee                                                                | Scozia                                                                | 1 – 1                                                                 | Spagna                                                                | Amichevole                                                            | 1                                                                     |                                                                       |
| 8-4-2016                                                              | Paisley                                                               | Scozia                                                                | 3 – 1                                                                 | Slovenia                                                              | Qual. Euro 2017                                                       | 2                                                                     |                                                                       |
| 3-6-2016                                                              | Hamilton                                                              | Scozia                                                                | 0 – 4                                                                 | Islanda                                                               | Qual. Euro 2017                                                       | -                                                                     |                                                                       |
| 7-6-2016                                                              | Barysaŭ                                                               | Bielorussia                                                           | 0 – 1                                                                 | Scozia                                                                | Qual. Euro 2017                                                       | -                                                                     |                                                                       |
| 20-9-2016                                                             | Reykjavík                                                             | Islanda                                                               | 1 – 2                                                                 | Scozia                                                                | Qual. Euro 2017                                                       | 2                                                                     |                                                                       |
| 20-10-2016                                                            | Aberdeen                                                              | Scozia                                                                | 0 – 7                                                                 | Paesi Bassi                                                           | Amichevole                                                            | -                                                                     | 46’                                                                   |
| 20-1-2017                                                             | Saragozza                                                             | Spagna                                                                | 2 – 2                                                                 | Scozia                                                                | Amichevole                                                            | 1                                                                     | 81’                                                                   |
| 23-1-2017                                                             | Porto                                                                 | Portogallo                                                            | 1 – 1                                                                 | Scozia                                                                | Amichevole                                                            | -                                                                     |                                                                       |
| 1-3-2017                                                              | Larnaca                                                               | Nuova Zelanda                                                         | 2 – 3                                                                 | Scozia                                                                | Cyprus Cup 2017 - 1º turno                                            | 1                                                                     | 77’                                                                   |
| 3-3-2017                                                              | Larnaca                                                               | Scozia                                                                | 0 – 2                                                                 | Corea del Sud                                                         | Cyprus Cup 2017 - 1º turno                                            | -                                                                     |                                                                       |
| 6-3-2017                                                              | Nicosia                                                               | Austria                                                               | 1 – 3                                                                 | Scozia                                                                | Cyprus Cup 2017 - 1º turno                                            | 1                                                                     |                                                                       |
| 8-3-2017                                                              | Paralimni                                                             | Scozia                                                                | 0 – 0 (6 - 5 dtr)                                                     | Galles                                                                | Cyprus Cup 2017 - Finale 5º posto                                     | -                                                                     |                                                                       |
| 11-4-2017                                                             | Bruxelles                                                             | Belgio                                                                | 5 – 0                                                                 | Scozia                                                                | Amichevole                                                            | -                                                                     | 46’                                                                   |
| 9-6-2017                                                              | Livingston                                                            | Scozia                                                                | 2 – 0                                                                 | Romania                                                               | Amichevole                                                            | 1                                                                     | 89’                                                                   |
| 13-6-2017                                                             | Växjö                                                                 | Svezia                                                                | 1 – 0                                                                 | Scozia                                                                | Amichevole                                                            | -                                                                     | 72’                                                                   |
| 7-7-2017                                                              | Kirkcaldy                                                             | Scozia                                                                | 1 – 0                                                                 | Irlanda                                                               | Amichevole                                                            | -                                                                     | 85’                                                                   |
| 19-7-2017                                                             | Utrecht                                                               | Inghilterra                                                           | 6 – 0                                                                 | Scozia                                                                | Euro 2017 - 1º turno                                                  | -                                                                     | 63’                                                                   |
| 14-9-2017                                                             | Budapest                                                              | Ungheria                                                              | 0 – 3                                                                 | Scozia                                                                | Amichevole                                                            | 1                                                                     |                                                                       |
| 19-10-2017                                                            | Minsk                                                                 | Bielorussia                                                           | 1 – 2                                                                 | Scozia                                                                | Qual. Mondiali 2019                                                   | 1                                                                     |                                                                       |
| 24-10-2017                                                            | Glasgow                                                               | Scozia                                                                | 5 – 0                                                                 | Albania                                                               | Qual. Mondiali 2019                                                   | 1                                                                     |                                                                       |
| 19-1-2018                                                             | Trondheim                                                             | Norvegia                                                              | 3 – 0                                                                 | Scozia                                                                | Amichevole                                                            | -                                                                     | 71’                                                                   |
| 22-1-2018                                                             | San Pietroburgo                                                       | Russia                                                                | 0 – 0                                                                 | Scozia                                                                | Amichevole                                                            | -                                                                     |                                                                       |
| 3-3-2018                                                              | Paisley                                                               | Scozia                                                                | 2 – 0                                                                 | Australia                                                             | Amichevole                                                            | 1                                                                     | 84’                                                                   |
| 6-3-2018                                                              | Dundee                                                                | Scozia                                                                | 2 – 0                                                                 | Brasile                                                               | Amichevole                                                            | 1                                                                     | 69’                                                                   |
| 5-4-2018                                                              | Basilea                                                               | Svizzera                                                              | 1 – 0                                                                 | Scozia                                                                | Qual. Mondiali 2019                                                   | -                                                                     |                                                                       |
| 10-4-2018                                                             | Glasgow                                                               | Scozia                                                                | 3 – 0                                                                 | Polonia                                                               | Qual. Mondiali 2019                                                   | -                                                                     |                                                                       |
| 7-6-2018                                                              | Aberdeen                                                              | Scozia                                                                | 2 – 1                                                                 | Bielorussia                                                           | Qual. Mondiali 2019                                                   | -                                                                     | 75’                                                                   |
| 12-6-2018                                                             | Kielce                                                                | Polonia                                                               | 2 – 3                                                                 | Scozia                                                                | Qual. Mondiali 2019                                                   | 1                                                                     | 68’                                                                   |
| 30-8-2018                                                             | Glasgow                                                               | Scozia                                                                | 2 – 1                                                                 | Svizzera                                                              | Qual. Mondiali 2019                                                   | -                                                                     | 73’                                                                   |
| 4-9-2018                                                              | Scutari                                                               | Albania                                                               | 1 – 2                                                                 | Scozia                                                                | Qual. Mondiali 2019                                                   | 1                                                                     |                                                                       |
| 13-11-2018                                                            | Granada                                                               | Scozia                                                                | 0 – 1                                                                 | Stati Uniti                                                           | Amichevole                                                            | -                                                                     | 90+2’                                                                 |
| 17-1-2019                                                             | Badajoz                                                               | Scozia                                                                | 1 – 3                                                                 | Norvegia                                                              | Amichevole                                                            | -                                                                     | 74’                                                                   |
| 21-1-2019                                                             | Vila-real                                                             | Scozia                                                                | 1 – 2                                                                 | Islanda                                                               | Amichevole                                                            | -                                                                     | 81’                                                                   |
| 1-3-2019                                                              | Lagos                                                                 | Scozia                                                                | 0 – 1                                                                 | Canada                                                                | Algarve Cup 2019 - 1º turno                                           | -                                                                     | 59’                                                                   |
| 6-3-2019                                                              | Faro                                                                  | Scozia                                                                | 1 – 0                                                                 | Danimarca                                                             | Algarve Cup 2019 - Finale 5º posto                                    | 1                                                                     |                                                                       |
| 5-4-2019                                                              | Paisley                                                               | Scozia                                                                | 1 – 1                                                                 | Cile                                                                  | Amichevole                                                            | -                                                                     | 70’ 85’                                                               |
| 28-5-2019                                                             | Glasgow                                                               | Scozia                                                                | 3 – 2                                                                 | Giamaica                                                              | Amichevole                                                            | -                                                                     | 46’                                                                   |
| 14-6-2019                                                             | Rennes                                                                | Giappone                                                              | 2 – 1                                                                 | Scozia                                                                | Mondiali 2019 - 1º turno                                              | -                                                                     | 76’                                                                   |
| 30-8-2019                                                             | Edimburgo                                                             | Scozia                                                                | 8 – 0                                                                 | Cipro                                                                 | Qual. Euro 2022                                                       | 1                                                                     | 62’                                                                   |
| 8-11-2019                                                             | Tirana                                                                | Albania                                                               | 0 – 5                                                                 | Scozia                                                                | Qual. Euro 2022                                                       | 1                                                                     | 67’                                                                   |
| 4-3-2020                                                              | Charkiv                                                               | Ucraina                                                               | 0 – 3                                                                 | Scozia                                                                | Amichevole                                                            | -                                                                     | 63’                                                                   |
| 10-3-2020                                                             | Belfast                                                               | Irlanda del Nord                                                      | 1 – 2                                                                 | Scozia                                                                | Amichevole                                                            | -                                                                     | 84’                                                                   |
| 23-10-2020                                                            | Edimburgo                                                             | Scozia                                                                | 3 – 0                                                                 | Albania                                                               | Qual. Euro 2022                                                       | -                                                                     | 60’                                                                   |
| 27-10-2020                                                            | Helsinki                                                              | Finlandia                                                             | 1 – 0                                                                 | Scozia                                                                | Qual. Euro 2022                                                       | -                                                                     | 77’                                                                   |
| 1-12-2020                                                             | Edimburgo                                                             | Scozia                                                                | 0 – 1                                                                 | Finlandia                                                             | Qual. Euro 2022                                                       | -                                                                     | 65’                                                                   |
| 19-2-2021                                                             | Nicosia                                                               | Cipro                                                                 | 0 – 10                                                                | Scozia                                                                | Qual. Euro 2022                                                       | 2                                                                     | 64’                                                                   |
| 17-9-2021                                                             | Budapest                                                              | Ungheria                                                              | 0 – 2                                                                 | Scozia                                                                | Qual. Mondiali 2023                                                   | -                                                                     | 63’                                                                   |
| 21-9-2021                                                             | Glasgow                                                               | Scozia                                                                | 7 – 1                                                                 | Fær Øer                                                               | Qual. Mondiali 2023                                                   | -                                                                     | 46’                                                                   |
| 22-10-2021                                                            | Glasgow                                                               | Scozia                                                                | 2 – 1                                                                 | Ungheria                                                              | Qual. Mondiali 2023                                                   | -                                                                     | 85’                                                                   |
| 26-10-2021                                                            | Paisley                                                               | Scozia                                                                | 0 – 2                                                                 | Svezia                                                                | Amichevole                                                            | -                                                                     | 76’                                                                   |
| 26-11-2021                                                            | Glasgow                                                               | Scozia                                                                | 1 – 1                                                                 | Ucraina                                                               | Qual. Mondiali 2023                                                   | -                                                                     | 69’                                                                   |
| 30-11-2021                                                            | Siviglia                                                              | Spagna                                                                | 8 – 0                                                                 | Scozia                                                                | Qual. Mondiali 2023                                                   | -                                                                     | 74’                                                                   |
| Totale                                                                |                                                                       | Presenze                                                              | 143                                                                   |                                                                       | Reti                                                                  | 62                                                                    |                                                                       |

## Palmarès

### Club
- Campionato scozzese: 6

Glasgow City: 2007-2008, 2008–2009, 2009, 2010, 2011, 2012
- Scottish Women's Cup: 3

Glasgow City: 2009, 2011, 2012
- Scottish Women's League Cup: 3

Glasgow City: 2008, 2009, 2012
- Campionato inglese: 1

Manchester City: 2016

### Nazionale
- Pinatar Cup: 1

2020